# Sporisorium vanderystii
Sporisorium vanderystii är en svampart som först beskrevs av Henn., och fick sitt nu gällande namn av Langdon & Full. 1978. Sporisorium vanderystii ingår i släktet Sporisorium och familjen Ustilaginaceae.   Inga underarter finns listade i Catalogue of Life.